# Bodo-Eckehard Strauer
Bodo-Eckehard Strauer (* 16. Januar 1943 in Babelsberg) ist ein deutscher Kardiologe.

## Leben
Strauer studierte Humanmedizin an der Ludwig-Maximilians-Universität München und der Georg-August-Universität Göttingen, wo er 1966 im Alter von 23 Jahren promoviert und 1973 im Alter von 30 Jahren habilitiert wurde. Von 1974 bis 1984 war er Oberarzt am Klinikum Großhadern. Ab 1975 wirkte er als Gutachter der Deutschen Forschungsgemeinschaft (DFG). Während dieser Tätigkeit erfolgte 1980 der Ruf als Professor an die Universität München. 1984 wurde er Professor an der Universität Marburg. 1987 wechselte er als Direktor der Abteilung Kardiologie, Pneumologie und Angiologie ans Universitätsklinikum Düsseldorf. Von 1995 bis 2003 war er dort stellvertretender Ärztlicher Direktor. Im Februar 2009 ging er in den Ruhestand.
Seine Arbeiten in der Erforschung und Behandlung des Hochdruckherzens und die Etablierung von neuen diagnostischen Verfahren zur Behandlung der koronaren Herzkrankheit galten als wegweisend. Pionierarbeit leistete er auf dem Gebiet der Stammzellentransplantation nach einem Herzinfarkt.

## Kritik
Im Dezember 2012 veröffentlichte die Süddeutsche Zeitung einen Bericht, nachdem die Studien zur Anwendung körpereigener Stammzellen bei Herzinfarkt möglicherweise manipuliert worden seien. Das Klinikum der Universität Düsseldorf habe aufgrund von Hinweisen „von außen“ eine externe Expertenkommission mit der weiteren Untersuchung des Sachverhaltes beauftragt.
Im Juli 2013 wurden im Fachblatt International Journal of Cardiology die Ergebnisse einer Überprüfung von 48 seiner Publikationen veröffentlicht und dabei „hunderte Irrtümer“ aufgezeigt.

## Ehrungen
- 1972 Byk-Gulden-Forschungspreis
- 1975 Paul-Martini-Preis
- 1978 Theodor-Frerichs-Preis
- 1985 Preis der Deutschen Therapiewoche
- 1987 Franz-Gross-Wissenschaftspreis
- 2010 Bundesverdienstkreuz 1. Klasse
- 2011 Medica-Plakette für Verdienste um die ärztliche Fortbildung